# (12926) Brianmason
(12926) Brianmason est un astéroïde de la ceinture principale.

## Description
(12926) Brianmason est un astéroïde de la ceinture principale. Il fut découvert le 27 septembre 1999 à Takapuna par Joel L. Schiff et Christine J. Schiff. Il présente une orbite caractérisée par un demi-grand axe de 2,69 UA, une excentricité de 0,22 et une inclinaison de 8,8° par rapport à l'écliptique.

## Compléments